# Frauenarzt (Rapper)

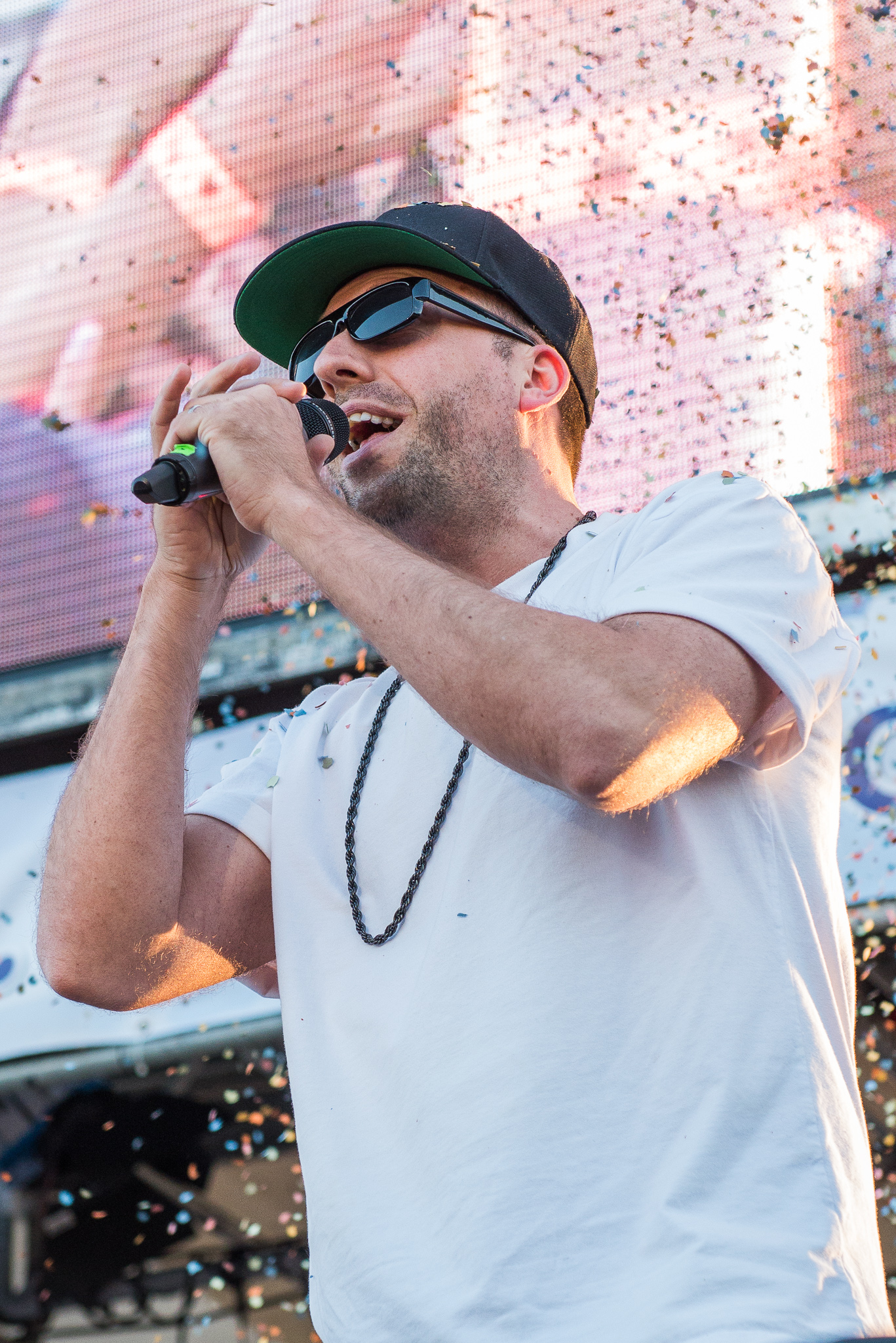
Frauenarzt (2016)

Frauenarzt (* 18. Oktober 1978 in West-Berlin; bürgerlich Vicente de Teba, nach anderer Quelle Vicente de Teba Költerhoff) ist ein deutscher Rapper aus Berlin-Tempelhof.

## Werdegang

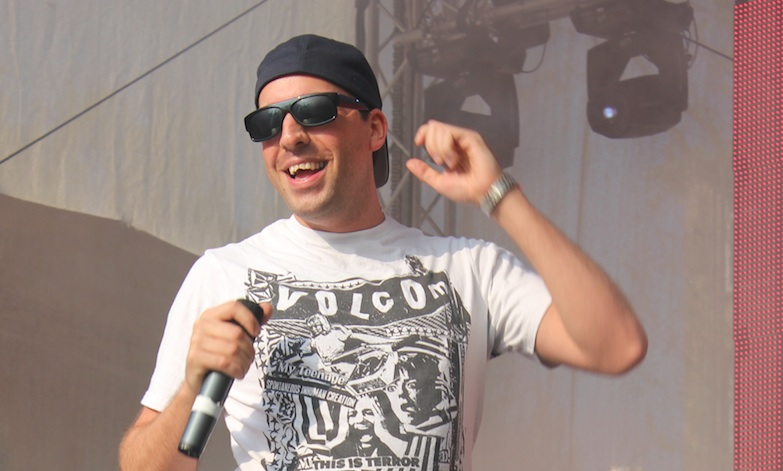
Frauenarzt bei einem Live-Auftritt

De Tebas Vater arbeitete als Therapeut in einem Drogenzentrum. De Teba ist außer unter Frauenarzt auch bekannt unter den Pseudonymen DJ Atze, DJ Kologe, MC Digital F, Arzt, Räuber Rob (mit verstellter Stimme), Gyniko und Günther, die sich teilweise von Gynäkologe (die medizinische Bezeichnung für Frauenarzt) ableiten. Musikalisch vertrat er den Miami Bass mit deutschen Texten, später wandelte sich seine Musik eher zu Ghetto Tech. Viele seiner Tracks haben einen starken 80er-Jahre-Electro-Charakter mit trockenen TR-808-Beats. Seine Auftritte absolviert er mit außergewöhnlichem Körpereinsatz, meist in Verbindung mit tanzenden, leicht bekleideten Frauen. Er tritt live häufig gemeinsam mit DJ Manny Marc auf. Am 21. November 2006 wurde eine Razzia in den Räumlichkeiten des von Frauenarzt und DJ Manny Marc gegründeten ehemaligem Labels Ghetto Musik durchgeführt, bei der CD-Rs, Laptops, Dokumente und Alben beschlagnahmt wurden.
Am 19. Juni 2007 wurde erstmals ein Videoclip von Frauenarzt in der Hip-Hop-Sendung MTV Urban gezeigt. Das Video zu dem Song Brennt den Club ab, welcher auf dem Album Dr. Sex zu finden ist, stand am selben Tag auch in der Musiksendung Urban TRL zur Wahl und konnte auf Anhieb Platz 1 der TRL Most Wanted belegen.
Am 21. Dezember 2009 wurde Frauenarzt wegen Gewaltdarstellung und Verbreitung gewaltpornographischer Schriften aufgrund früherer Werke (betroffene Tonträger sind Porno Mafia und Geschäft ist Geschäft) zu einer Geldstrafe von 8.400 Euro verurteilt. In einem Interview vom 9. März 2016 gab Frauenarzt an, ihm sei überdies eine fünfjährige Bewährungsfrist auferlegt worden, während der er sich textlich habe zurückhalten müssen.

### Karriere seit der Zusammenarbeit mit Manny Marc alsDie Atzen
Eine erste Zusammenarbeit zwischen Frauenarzt und dem damaligen DJ Manny Marc entstand bereits bei der Gründung des Labels Bassboxxx 1997. 2006 gründeten beide das Label Ghetto Musik, welches schließlich in Atzenmusik umbenannt wurde.
Zunächst brachten sie immer wieder Kollaborations-Singles unter dem Titel Frauenarzt & Manny Marc heraus. Seit Veröffentlichung der ersten erfolgreichen Single Florida Lady im September 2008, arbeiten sie unter dem Künstlernamen Die Atzen.
2009 entwickelte sich das Lied Das geht ab! (Wir feiern die ganze Nacht) vom Album Atzen-Musik Vol. 1 zum Sommerhit in den Discos von Palma. Frauenarzt und Manny Marc reisten daher jeden Sonntag in die Disco Riu Palace, um ihren gemeinsamen Hit zu präsentieren. Das Lied erreichte in Deutschland Platz 8 der Single-Charts und konnte sich im gesamten deutschsprachigen Raum Europas hoch in den Top 100 platzieren.
Anfang 2010 erschien die Single Disco Pogo vom Album Atzen Musik Vol. 2. Das Stück erreichte in der ersten Woche in den Charts Platz 12 und stieg in der folgenden Woche in die Top Ten ein. Mit zunächst Platz 6 und kurze Zeit darauf Platz 2 konnte die Single letztlich sogar eine bessere Platzierung als Das geht ab! (Wir feiern die ganze Nacht) erreichen.
Im August 2012 erschien mit Feiern? Okay! die zweite und letzte Single-Auskopplung aus dem Album Atzen Musik Vol. 3. Sie wurde von den Schweizer DJs DJ Antoine und Mad Mark gemixt. Jedoch konnten sie mit dem Dubstep-Song keine Single-Chart-Platzierungen erreichen.

## Kritik
Frauenarzt war früher für seine pornografischen und sexuell freizügigen Texte bekannt, die sich stark am Miami Bass der 1980er- und 1990er-Jahre orientierten. Seine Veröffentlichungen Untergrund Solo Vol. 2 wurde 2004 von der Bundesprüfstelle für jugendgefährdende Medien indiziert. Die Alben Porno Party und Tanga Tanga 2003 dürfen seit dem 16. Februar, bzw. 16. März 2005 nicht mehr frei im Handel erworben werden. Er war auch einer der Rapper, die von der SPD-Politikerin Monika Griefahn (Vorsitzende des Medienausschusses im deutschen Bundestag) namentlich erwähnt wurden, als sie im Juni 2005 eine stärkere Kontrolle von Rap-Songs und -Videos in Radio und Fernsehen forderte (obwohl es bis dahin keine öffentliche Aufführung im Radio oder Fernsehen von ihm gab). Frauenarzt argumentierte damals damit, dass es sich in seiner Musik lediglich um einen künstlerischen Ausdruck gehandelt habe, welcher sein Leben bzw. die Realität in seinem Umfeld widergespiegelt hätte. So seien viele seiner Texte in seiner Jugendzeit durch Besuche in Berliner Bordellen und sogenannte „Saufpartys“ inspiriert worden sowie dem Umfeld bzw. Leben in der Berliner Straßengang Berlin Crime. Später machte er auch durch diverse Features mit den Künstlern von Aggro Berlin auf sich aufmerksam, wofür er in seinen Fankreisen teilweise Kritik erntete.
Am 19. April 2007 wurde ein Bericht zum sogenannten „Porno-Rap“ in der ARD-Sendung Polylux gezeigt. Darin standen die Rapper B-Tight, King Orgasmus One und Frauenarzt im Mittelpunkt. Frauenarzt gab in dem Bericht an, dass er sich der Beeinflussung der sexuellen Entwicklung junger Menschen durch seine Texte bewusst sei, es aber nicht als seine Aufgabe betrachte, darauf zu achten, wie jüngere Leute „Porno-Rap“ aufnehmen. Die Autoren des Berichts gaben abschließend warnend an, dass viele Fans der aufgeführten Rapper die sexistischen und pornografischen Texte der Songs ernst nehmen. Im September 2010 gab die Bundesprüfstelle für jugendgefährdende Medien bekannt, dass das Album Mehr Kohle: Atzen machen Ärger von Frauenarzt und Chuky & Smoky indiziert wurde.

## Diskografie
Studioalben

| Jahr | Titel Musiklabel | Höchstplatzierung, Gesamtwochen, AuszeichnungChartplatzierungen (Jahr, Titel, Musiklabel, Platzierungen, Wochen, Auszeichnungen, Anmerkungen) | Höchstplatzierung, Gesamtwochen, AuszeichnungChartplatzierungen (Jahr, Titel, Musiklabel, Platzierungen, Wochen, Auszeichnungen, Anmerkungen) | Höchstplatzierung, Gesamtwochen, AuszeichnungChartplatzierungen (Jahr, Titel, Musiklabel, Platzierungen, Wochen, Auszeichnungen, Anmerkungen) | Anmerkungen                                       |
| Jahr | Titel Musiklabel | DE | AT | CH | Anmerkungen                                       |
| ---- | --- | --- | --- | --- | ------------------------------------------------- |
| 1999 | BC Bassboxxx (BBX) | — | — | — | Erstveröffentlichung: 1999                        |
| 2000 | Tanga Tanga Bassboxxx (BBX) | — | — | — | Erstveröffentlichung: 2000                        |
| 2000 | Untergrund solo Bassboxxx • Tanga Records (BBX)                                                                                       | — | — | — | Erstveröffentlichung: November 2000 indiziert     |
| 2003 | Untergrund solo – Vol. 2 auch bekannt als: U.S. Vol. 2 (Zerhackt und runtergeschraubt) Mehr Kohle Records • Rap Haus Records (Distri) | — | — | — | Erstveröffentlichung: 2003 indiziert              |
| 2003 | Tanga Tanga 2003 Rap Haus Records (Distri)                                                                                            | — | — | — | Erstveröffentlichung: 5. Juni 2003 indiziert      |
| 2005 | Der Untergrundkönig Mehr Kohle Records (Distri)                                                                                       | — | — | — | Erstveröffentlichung: 25. November 2005 indiziert |
| 2007 | Dr. Sex Ghetto Musik (Distri) | — | — | — | Erstveröffentlichung: 1. Juni 2007 indiziert      |
| 2016 | Mutterficker Proletik Records (UMG)                                                                                                   | DE7 (3 Wo.)DE | AT42 (1 Wo.)AT | CH44 (1 Wo.)CH | Erstveröffentlichung: 6. Mai 2016                 |
| 2020 | XXX Bassboxxx (Believe) | DE10 (1 Wo.)DE | AT74 (1 Wo.)AT | — | Erstveröffentlichung: 28. Februar 2020            |
| 2023 | Hall of Fame Proletik Records (Believe)                                                                                               | DE10 (1 Wo.)DE | — | — | Erstveröffentlichung: 31. März 2023               |

## Auszeichnungen
Bravo Otto
- 2010: in der Kategorie Super Band